# مغاربة يهود
المغاربة اليهود، والمعروفين أيضًا باسم اليهود المغاربة، هم المغاربة الذين يعتنقون الديانة اليهودية، وعلى الرغم أن العديد منهم قد هاجروا، إلا أنهم ما زالوا يحتفظون بمعابدهم الدينية الأثرية، بالإضافة إلى الأحياء القديمة التي كانوا يعيشون فيها المعروف بالملاح. كان عدد المغاربة اليهود في حدود 250 ألف عام 1940، وكان ذلك الرقم يمثل نسبة 10% من مجموع سكان البلاد، ثم بدأت بعد ذلك هجراتهم إلى مختلف بقاع العالم ككندا والولايات المتحدة ودول أوروبا الغربية بما في ذلك إسرائيل، إلا أنه ظل لديهم ارتباط بثقافة بلدهم الأصلي حتى بين أفراد الجيل الثاني أو الثالث من المهاجرين، وظل العديد منهم يحتفظ إلى جانب الجنسية بجواز السفر المغربي.

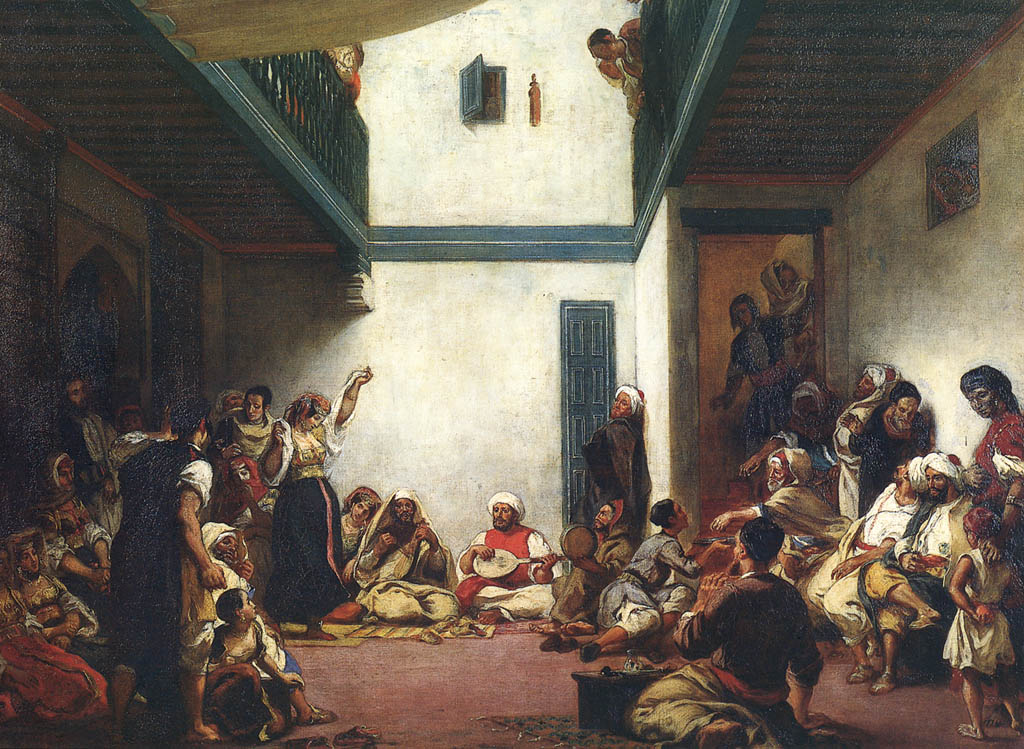
عرس مغربي يهودي بمدينة مكناس (1839م)

الوجود اليهودي بالمغرب قديم قدم اليهودية، ويرجح عدد من الدراسات أن قدومهم إلى شمال أفريقيا جاء في أعقاب خراب الهيكل الأول في عام 586 ق.م، وتوالت بعد ذلك الهجرات، بينما يذهب اعتقاد آخر أن اليهودية انتشرت بين سكان المغرب الأوائل، وهذا ما تعززه بعض الدراسات الحديثة للمعلم الوراثي (الهابلوغروب)، بينما عززت الهجرات اللاحقة التواجد السكاني اليهودي في المغرب إبان سقوط الأندلس في آواخر القرن الخامس عشر، التي جاءت بعد ظهور علامات النفي والترحيل والطرد لليهود والمسلمين من الأندلس في 1492 والبرتغال في 1497. ويوجد نحو 36 معبدا يهوديا في المغرب وعدد هام من الأضرحة والمزارات اليهودية في مختلف المناطق المغربية أشهرها في فاس (كنيس دنان)، الصويرة، وزان، مراكش، تارودانت، صفرو، وجدة وتطوان. وتماشيا مع قوانين الجنسية المغربية، صدر قرار الدولة المغربية سنة 1976 بعدم إسقاط الجنسية المغربية عن اليهود المغاربة الذين هاجروا في المراحل السابقة، وبذلك يمكنهم العودة إلى بلدهم متى شاؤوا باعتبارهم مواطنين مغاربة.

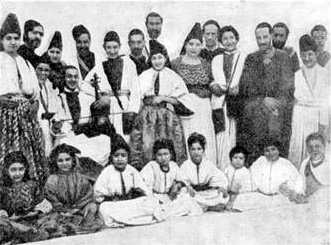
يهود من سكان مدينة فاس سنة 1900

كانت الإحصاءات الأولى تشير أن عدد المغاربة اليهود القاطنين في المغرب بلغت حوالي 200 ألف وهو ما كان يُشكِّل حوالي 10% إلى 15% من سكان المغرب، التقديرات الحالية حول عدد المغاربة اليهود المقيمين حاليا داخل المغرب، غير معروفة بدقة، تشير بعض الدراسات إلى حوالي 70 ألف، منهم 10 آلاف يهودي يتوزعون في المدن المغربية الرئيسية وبالذات في الدار البيضاء نصفهم فقط هو المقيم بشكل دائم في المغرب أما النصف الثاني فلديه إقامة ثانوية فقط في المغرب. في تقديرات أخرى وحسب تقرير صادر سنة 2010 عن منظمة أمريكية مهتمة بمراقبة الأديان وحقوق الأقليات في العالم، تدعى منتدى بيو للديانة والحياة العامة - يشكلون - نسبة أقل من 0.1 في المائة، أي أقل من 10 ألف من مجموع المغاربة المحدد عددهم في حوالي 35 مليون نسمة. وتشير العديد من المصادر أن أعداد اليهود في المغرب تتراوح بين 2,000 إلى 2,500 نسمة. قَدَّر الباحث من الجامعة العبرية سيرجيو ديلا بيرجولا أن هناك 2,300 يهودي في المغرب اعتبارًا من عام 2015، في عام 2015 قَدَّر المؤتمر اليهودي العالمي أعداد اليهود في الدار البيضاء بحوالي ألف شخص، تليها مراكش مع حوالي 250 شخص، ومكناس مع حوالي 250 شخص، وطنجة مع حوالي 150 شخص، وفاس مع حوالي 150 شخص، وتطوان مع حوالي 100 شخص.
لليهود في المغرب نشاط كبير سواء في المجال الاقتصادي أو السياسي، فقد كان يشارك في السلطة المغربية عدد من اليهود نذكر منهم سيرج بيرديغو الذي كان وزيرا للسياحة، وكان للملك الحسن الثاني مستشار لشؤون الاقتصادية يهودي يدعى أندريه أزولاي والذي ما زال يشغل نفس المنصب في فترة حكم الملك محمد السادس، وفي عام 1986 تم تعيين النائب اليهودي في البرلمان (جو أوحنا) في البرلمان المغربي عن منطقة الصويرة وأمينا لصندوق رئاسة البرلمان.

## تاريخ
دخلت اليهودية منطقة المغرب الأقصى في القرن 6 قبل الميلاد، واستطاع اليهود العيش وسط الأمازيغ وتبنّي لغتهم من خلال التأثير المباشر بين الجماعات اليهودية والأمازيغ، واحترفوا كل ركائز الحياة الاقتصادية رعي وصناعة، علاوة على التجارة التي حققوا منها ثروات طائلة، خاصة تجارة الرفاهيات والرقيق، ولم يقبل اليهود على الزراعة مهتمين بمهن أخرى تدر أرباحاً سريعة ولا تحتاج للتوطين.
وعلى صعيد الحياة الاجتماعية لم يكن المجتمع اليهودي في المغرب مجتمعاً منغلقاً على نفسه، كما هو شائع عن المجتمعات اليهودية، وإنما كان في اختلاط دائم مع سكان البلاد في حياتهم اليومية. بل كانوا يعيشون في ظل وجود نظام للجوار أو الحماية من طرف القبائل الأمازيغية. فبعد دخول الإسلام للمغرب عام 710 للميلاد ووعي اليهود بهذه السيطرة، دخلوا في حماية الحكام الأمازيغ المسلمين منذ أوائل القرن الثاني الهجري.
يهود المغرب اكتسبوا الكثير من عادات المسلمين بدليل أنهم في المدن المغربية كانوا يؤمنون بتعدد الزوجات، رغم أن هذا محرم في ديانتهم، أما اليهود في القرى والجبال، فقد تأثروا بالأمازيغ واكتفوا بالزواج الأحادي. والدليل على ذلك ظهور مخطوط في مدينة مراكش يعود تاريخه إلى سنة ألف ميلادية يتحدث عن تحريم تعدد الزوجات.

### أصول المغاربة اليهود

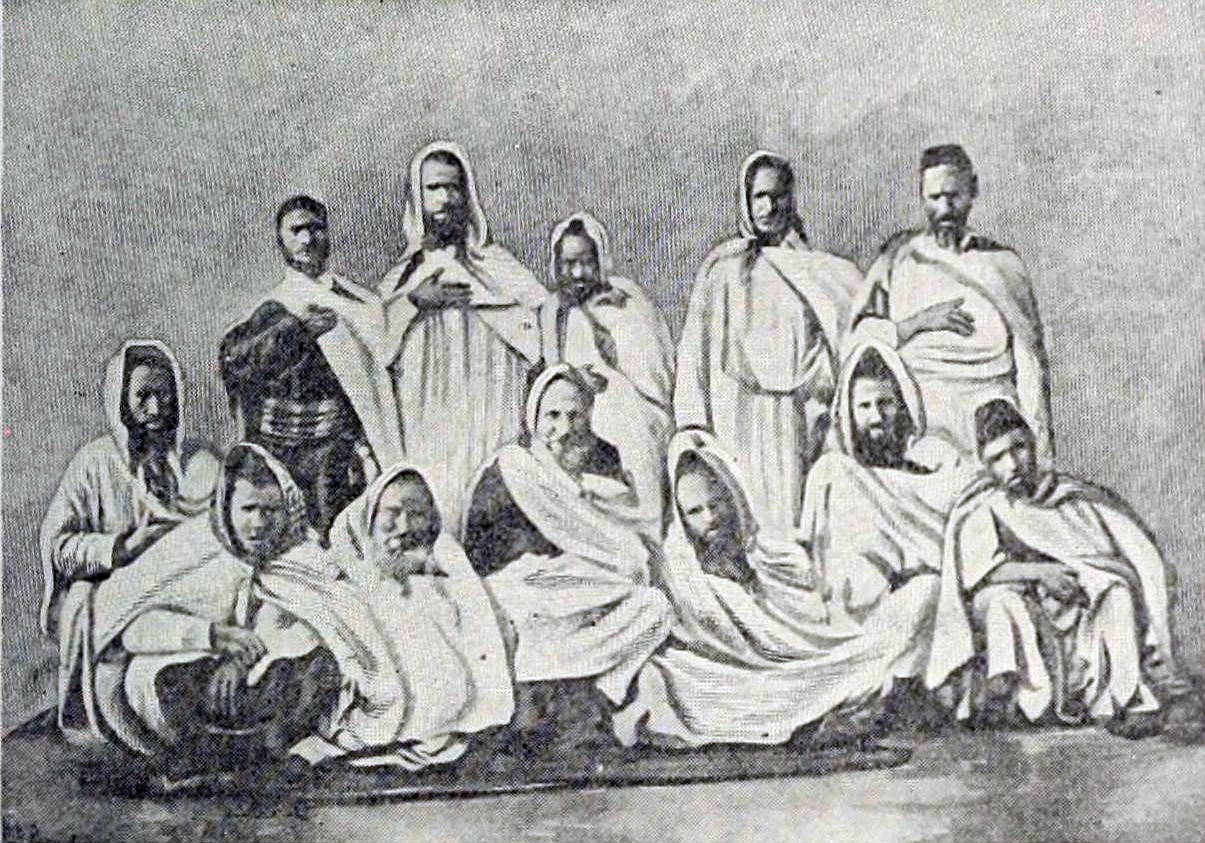
يهود أمازيغ من سكان جبال الأطلس سنة 1900

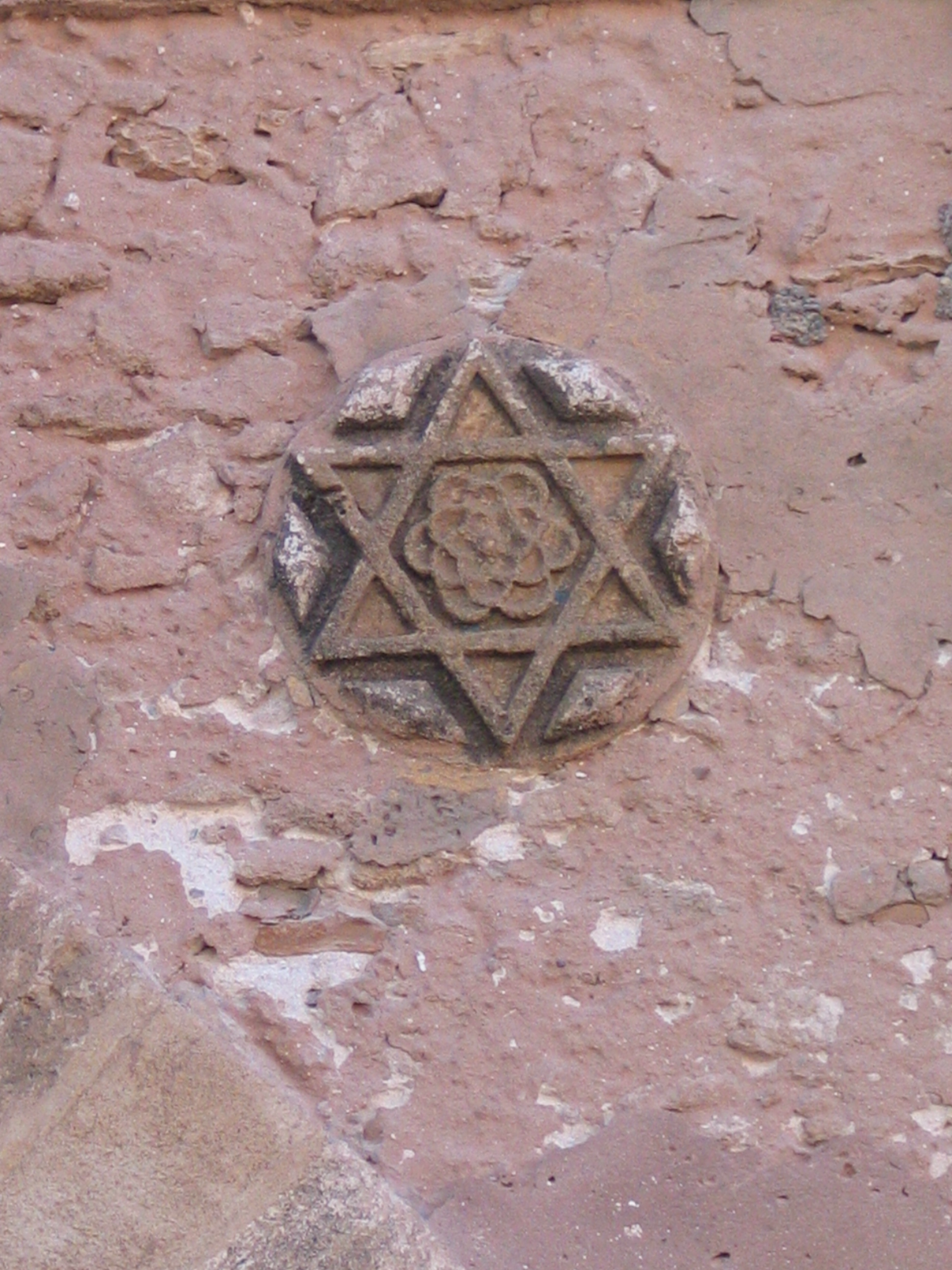
نجمة داوود على أحد الجدران في الحي العتيق في المدينة القديمة في الصويرة، الحي اليهودي في المدن المغربية معروف باسم حي الملاح.

ينحدر غالبية يهود المغرب من اللاجئين اليهود الذين وصلوا مع التجار القرطاجيين إلى سواحل شمال أفريقيا خلال القرن 6 قبل الميلاد بعد أن دمّر الإمبراطور الكلداني البابلي نبوخذ نصر الثاني مملكة يهوذا عام 586 قبل الميلاد. وكذلك اللاجئين اليهود الذين فرّوا من محاكم التفتيش في شبه الجزيرة الأيبيرية خلال القرن 16 للميلاد بعد سقوط الأندلس عام 1492م والمناطق المحيطة بالبحر الأبيض المتوسط وعلى وجه الخصوص شمال المغرب وإقليم وهران بغرب الجزائر الذي به أعداد كبيرة من الناطقين باللغة الأسبانية من اليهود الشرقيين في حين كانت تونس والجزائر وطناً لليهود ذوي الجذور الإيطالية من وسط الميدان التجاري بـ «ليفورنو». في البلدان الثلاث كان السكان اليهود يتحدثون اليهودية والأمازيغية والعربية رغم أن هذه اللغات قد طمست إلى حد كبير تحت تأثير اللغة الفرنسية في تلك الفترة الزمنية المذكورة. كما كانت هناك أعداد أقل من المهاجرين الجدد من أوروبا.
ينقسم المغاربة اليهود إلى قسمين: المغوراشيم (ومعناها بالعبرية المطارد) وهم يهود الأندلس، الطشابيم وهم اليهود الأصليون الذين سكنوا المغرب قبل الميلاد، وكما يوحي اسمهم، فالزعم أنهم من أصل مشرقي، وأنهم أتوا للمغرب بعد سلب القدس من قبل نبوخذ نصر الثاني عام 586 قبل الميلاد، وبلا شك فقد وجد كثيرون منهم طريقهم إلى شمال أفريقيا مع التجار القرطاجيين.

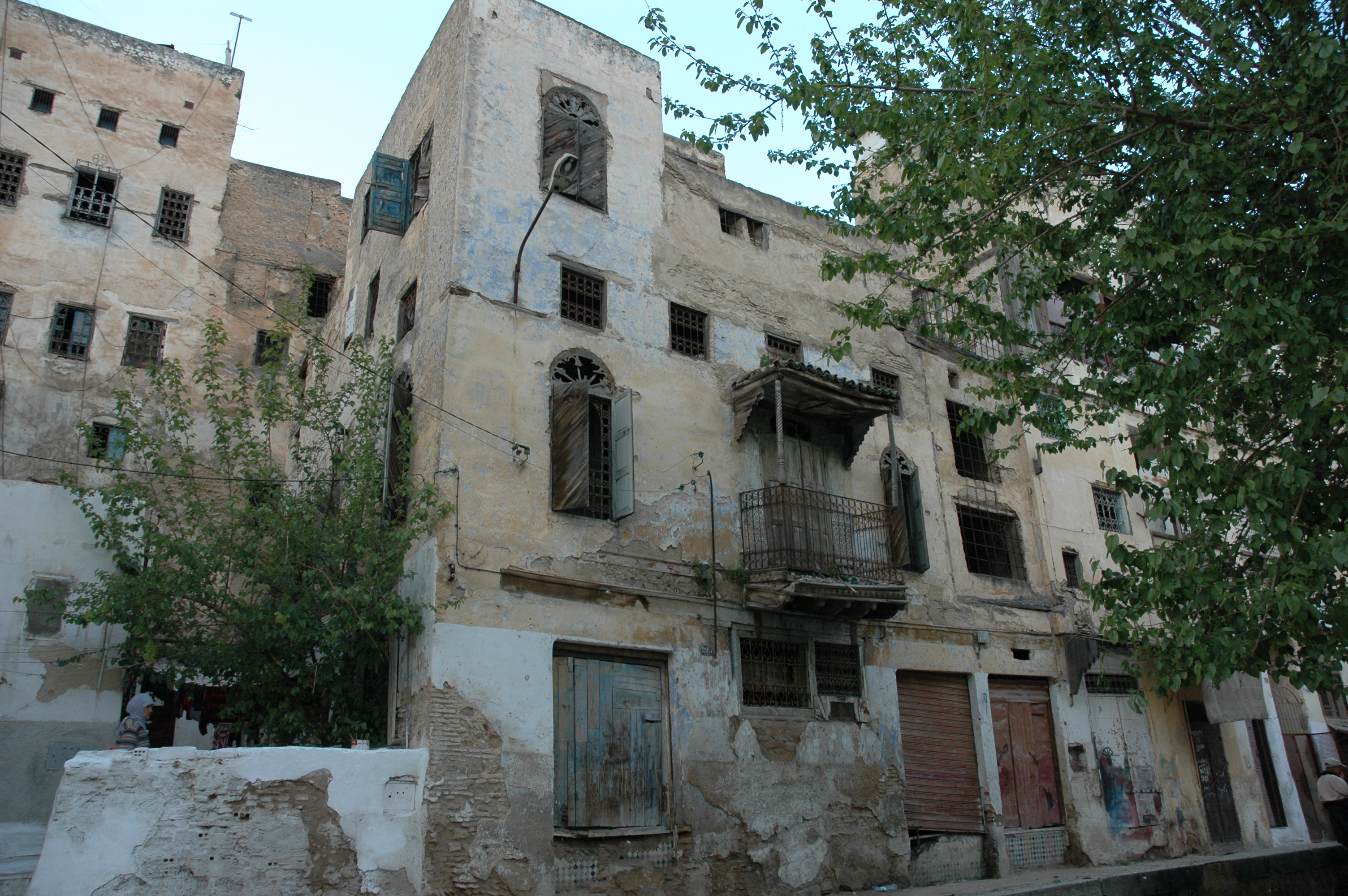
الحي اليهودي (سابقا) في فاس

وفي أي حال، فربما يكون كثيرون من التطشابيم من أصول الأمازيغ الذين تحولوا إلى اليهودية والتصقوا بديانتهم أكثر من المسيحيين الأمازيغ الذين صمدوا فيما يبدو إلى القرن 11. ويظهر أنه كانت هناك، في زمن الفتح الإسلامي الأول في بداية القرن الثامن، أعداد من الممالك اليهودية الصغيرة في الجزائر والمغرب؛ بما فيها واحدة تأسست في سجلماسة وثانية في منطقة الأوراس بالجزائر تحت قيادة ملكتها داهية الكاهنة التي قاومت الفتح الإسلامي لأربعة أعوام إلى أن قُتِلت في معركة، فيما تحالف إدريس الأول أولا مع السكان اليهود ضد مؤيدي الخليفة العباسي هارون الرشيد، ولكنه تحول لاحقا ضدهم.

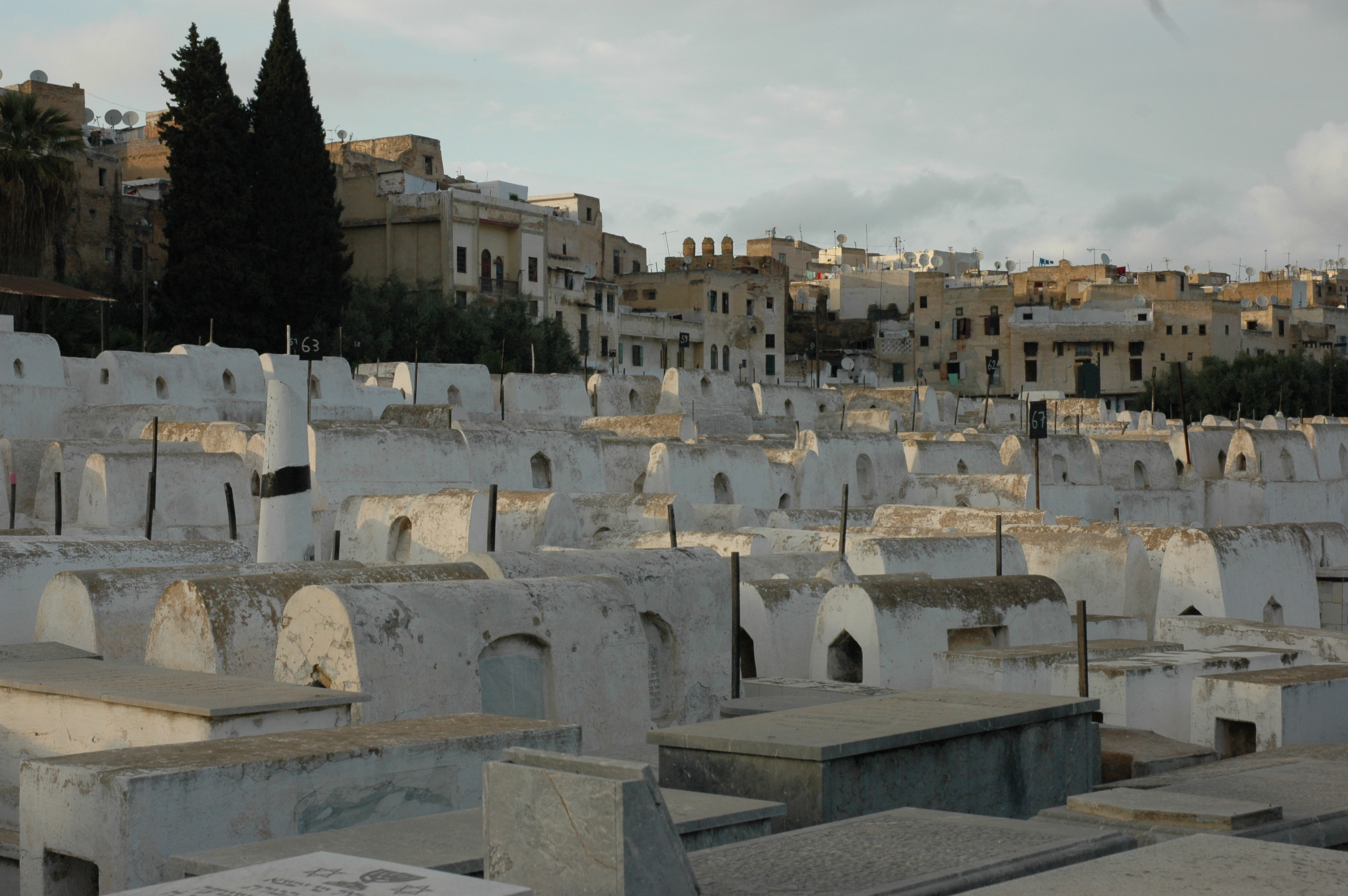
المقبرة اليهودية في فاس قرب حي الملاح.

المغوراشيم هم اليهود الذين جاؤوا من إسبانيا (الأندلس) والبرتغال بعد طردهم من قبل فرديناند وايزابيلا عام 1492 (رغم أن الكثير أتى في وقت سابق لذلك، عند سقوط كل مدينة أندلسية). وتقول تقديرات أن الجالية اليهودية في المغرب في ذلك الوقت تجاوزت 100 ألف فيما أتى نحو 25 إلى 30 ألفا من إسبانيا والبرتغال، ولا يزال كثير من هؤلاء يحملون أسماء أسرية لمدن أسبانية تعود أصولهم إليها، ومن الممكن ملاحظة أن يهود جبل طارق وكذلك معظم يهود مدينتي سبتة ومليلية، هم أيضا حفدة لأولئك الذين طردوا من إسبانيا. واستقر بعضهم في جنوى وشمال إيطاليا وذهبوا لجبل طارق بعد انتصار البريطانيين عام 1704 فيما أتى بعضهم من تطوان. ثم جاؤوا من جبل طارق مرة أخرى إلى المغرب منذ عام 1840 وما تلاه. ولمعظمهم نفس الأسماء الأسرية التي يحملها رصفاؤهم الدينيون المغاربة. يهود الأندلس نزعوا في ذلك الوقت إلى الانعزال وامتلاك معابد منفصلة في المدن الكبرى بل والعيش في أحياء منفصلة سميت فيما عد بأحياء الملاّح.

### التعايش مع المسلمين
| عدد اليهود المغاربة حسب المدن. | عدد اليهود المغاربة حسب المدن. | عدد اليهود المغاربة حسب المدن. | عدد اليهود المغاربة حسب المدن. |
| المدينة                        | 1912                           | 1936                           | 1951                           |
| ------------------------------ | ------------------------------ | ------------------------------ | ------------------------------ |
| الدار البيضاء                  | 7,000                          | 38,000                         | 80,000                         |
| مراكش                          | 15,000                         | 25,600                         | 17,000                         |
| فاس                            | 10,000                         | 10,500                         | 14,000                         |
| مكناس                          | 7,000                          | 9,500                          | 13,000                         |
| الرباط                         | 2,000                          | 6,700                          | 13,000                         |
| طنجة                           | 10,000                         | 10,000                         | 10,000                         |
| تطوان                          | 6,500                          | 6,000                          | 6,500                          |
| الصويرة                        | 12,000                         | 6,200                          | 5,500                          |
| صفرو                           | -                              | 4,400                          | 4,400                          |
| آسفي                           | 2,500                          | 3,600                          | 3,800                          |
| مليلية                         | -                              | -                              | 3,500                          |
| سلا                            | -                              | 2,600                          | 3,400                          |
| وجدة                           | -                              | -                              | 3,300                          |
| الجديدة                        | 3,000                          | 3,500                          | 3,100                          |
| القنيطرة                       | -                              | -                              | 3,100                          |
| العرائش                        | 2,000                          | 1 إلى 200                      | 2,700                          |
| القصر الكبير                   | 1,400                          | 1,500                          | 2,500                          |
| أكادير                         | -                              | 500                            | 1,600                          |
| تازة                           | -                              | -                              | 1,500                          |

استقرت وضعية اليهود بالمغرب منذ الفتح الإسلامي وتزامن ذلك مع الاضطهاد الشديد الذي تعرضوا له بأوروبا بعد اعتناق ملك القوط للكاثوليكية وصدور مرسوم في سنة 700م يقضي باستعبادهم، حتى أنهم التحقوا بجيوش الفتح الإسلامي المتوجهة للأندلس من أجل العودة إليها، واستقرت وضعيتهم أكثر بعد قيام حكم الأدارسة بالمغرب حيث سمح إدريس الثاني لليهود بالإقامة والعمل في مدينة فاس، وكان للتسامح الذي لاقوه أبلغ الأثر في قصد المدينة من طرف يهود المغرب من مختلف الجهات.
اكتسب اليهود بالمغرب وضعية أهل الذمة وهي وضعية أطرت سلوك المسلمين إزاءهم، فكان موقفهم قوامه عدم الاعتداء والتعامل في المعروف وعدم التدخل في الشؤون الداخلية لليهود دينية أو قانونية أو وقفية أو قضائية. ومنح سلاطين المغارب للعديد من اليهود، كأفراد أو كقبائل، على ظهائر التوقير والاحترام.

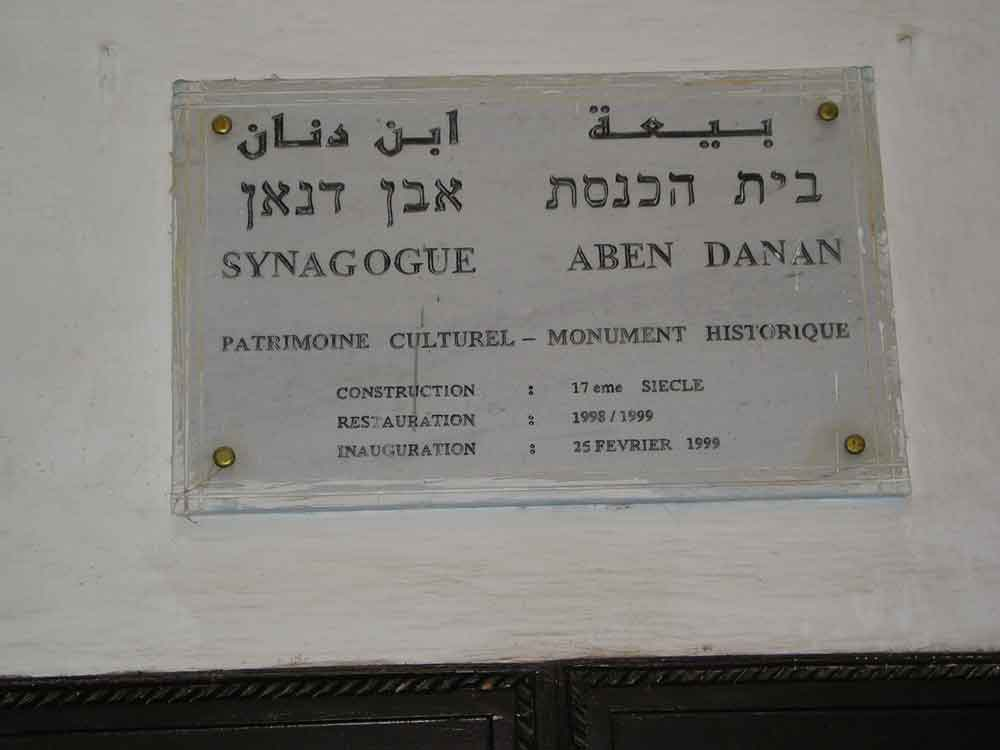
لافتة على مدخل كنيس ابن دنان والذي بناه السلطان الرشيد بن علي الشريف سنة 1666 بعد أن استقدم جزءاً كبيرا من الطائفة اليهودية من زاوية إيت إسحاق ليقوموا بإحياء النشاط الاقتصادي لمدينة فاس. حاليا يستخدم لإقامة بعض الصلوات وكمزار سياحي.

توزع اليهود بين مدنه التاريخية، بالإضافة لفاس، كمراكش والصويرة. كما عمروا العديد من المدن الصغرى مثل صفرو (ضواحي فاس)، ودمنات (شرق مراكش)، ووزان، وتنغير (قرب الراشيدية). وكان اليهود يتجمعون في أحياء سكنية خاصة يطلق عليها اسم الملاح. وتشير المراجع إلى أن اليهود في مدينة الصويرة شكلوا في وقت من الأوقات أكثر من نصف سكان المدينة في سابقة فريدة من نوعها، حيث كانوا موزعين بين الملاح القديم والملاح الجديد. وكانت مدينة وجدة استثناء، حيث اختلط اليهود في نفس أحياء المسلمين، ولم يخصصوا ملاح خاص بهم. كما اشتهر الحي اليهودي بوسط المدينة القديمة بالدار البيضاء، وهي حارة كبيرة بها أكثر من 30 بيتاً، يعيش فيها العديد من المغاربة اليهود، وهو حي قديم محاط بالأسوار وله عدة منافذ، وكان قديما مخصصا لليهود، الذين هجروه فيما بعد.
في ظل حكم المرابطين، تقلد يهود الأندلس والمغرب مناصب رفيعة في الدولة، حصوصا المناصب الاقتصادية والديبلوماسية. وفي بداية دولة الموحدون عند دخولهم مدينة مراكش عام 1147م، والتي أصبحت عاصمة لإمبراطورية واسعة تمتد من المغرب إلى إسبانيا، مُنع اليهود من الإقامة فيها ليلا، وسبب ظهور بعض هذه السياسات هو الاختلالات التي كانت تطرأ في حالات الفتن والاضطراب في انتقال السلطة وتغير الدول، لكن سرعان ما بدأ يهود أغمات، الواقعة على بعد 75 كيلومترا من مراكش، يتوافدون على مراكش للتجارة. فسمح لليهود بدءاً من القرن الثاني عشر بالإقامة في مراكش، فنمت جالية كبيرة فيها، واستمرت حتى بعد ظهور المرينيين. وباستقرار حكم المرينيين، لجأ العديد من يهود إسبانيا للمغرب واستقروا في أنحاء مختلفة منه، خاصة بعد أحداث عام 1431، عندما قامت أعمال شغب ضد اليهود وانتشرت في جميع أنحاء شبه الجزيرة الإيبيرية. وتواصلت موجات المهاجرين من إسبانيا طيلت القرن السادس عشر، في أعقاب عمليات طرد عام 1492، واستقروا في جميع أنحاء البلاد. وتنامى عدد السكان اليهود في فاس بقوة، وتم إنشاء أول ملاح في المدينة عام 1438.
| توزيع اليد العاملة من المسلمين واليهود في المغرب سنة 1947 حسب القطاع. | توزيع اليد العاملة من المسلمين واليهود في المغرب سنة 1947 حسب القطاع. | توزيع اليد العاملة من المسلمين واليهود في المغرب سنة 1947 حسب القطاع. |
| القطاع                                                                | عدد اليهود (%من اليهود)                                               | عدد المسلمين (% من المسلمين)                                          |
| --------------------------------------------------------------------- | --------------------------------------------------------------------- | --------------------------------------------------------------------- |
| الزراعة                                                               | 400 2 (4%)                                                            | 000 521 1 (72%)                                                       |
| الحرف التقليدية                                                       | 000 22 (38%)                                                          | 000 275 (13%)                                                         |
| التجارة                                                               | 500 28 (49%)                                                          | 000 142 (7%)                                                          |
| مناصب عليا                                                            | 300 2 (4%)                                                            | 000 45 (2%)                                                           |
| العمل في البيوت                                                       | 100 3 (5%)                                                            | 000 124 (6%)                                                          |
| مجموع                                                                 | 300 58                                                                | 000 107 2                                                             |

وبعد ولادة الدولة السعدية، ومنذ عهد المؤسس الأول للسلالة، انتهجت سياسة تتعامل مع اليهود بثبات ملحوظ، حيث عوملت الجاليات المحلية في المملكة معاملة حسنة، وشجعت الهجرة إلى المغرب. وحصل بعض اليهود على مناصب هامة في البلاط، كما ساهموا بدعمهم في مواجهة القوات الموجودة على الحدود مع الجزائر. وكان انتصار المغاربة في معركة وادي المخازن أثر كبير على اليهود، حيث كان يعزم سبستيان ملك البرتغال في حال احتلاله للمغرب، بأن يقتل جميع اليهود بأرضها، وخَلَّف انهزام ملك البرتغال عند اليهود شعور بالامتنان لسلطان المغرب.
ولليهود مزارات ومدافن مقدسة ومعابد في عدد من القرى الصغرى من تنفو في ضواحي زاكورة (جنوب شرقي المغرب)، إلى أوريكة (جنوب مراكش)، إلى وجان (ضواحي أغادير). واختار بعض منهم العيش في البوادي والمناطق الجبلية، ومنهم من عايش أمازيغ المغرب وأتقن لغتهم.
وعلاوة على هؤلاء تعززت أعداد يهود المغرب بوصول عشرات الآلاف من اليهود النازحين من الأندلس في نهاية القرن الخامس عشر بعد سقوط دولة بني الأحمر. وتوزع هؤلاء بصفة خاصة بين تطوان والرباط وفاس.
وإذا كان أغلب المغاربة اليهود، قد عاشوا حياة متواضعة، وامتهنوا الحرف التقليدية المختلفة، فإن صفوتهم ارتبطت بالتجارة والمال والأعمال. بل وتؤكد دراسة لنيكول السرفاتي أن السلاطين الوطاسيين والسعديين والعلويين الذين تعاقبوا على حكم المغرب، على امتداد القرون الخمسة الماضية، اعتمدوا في مسائلهم المالية والتجارية والاستشارية على الخبرات اليهودية، رغم أن اليهود كانوا يشكلون أقلية في بلاد الإسلام.

## فترة الحماية الفرنسية

### يهود شمال إفريقيا الفرنسية

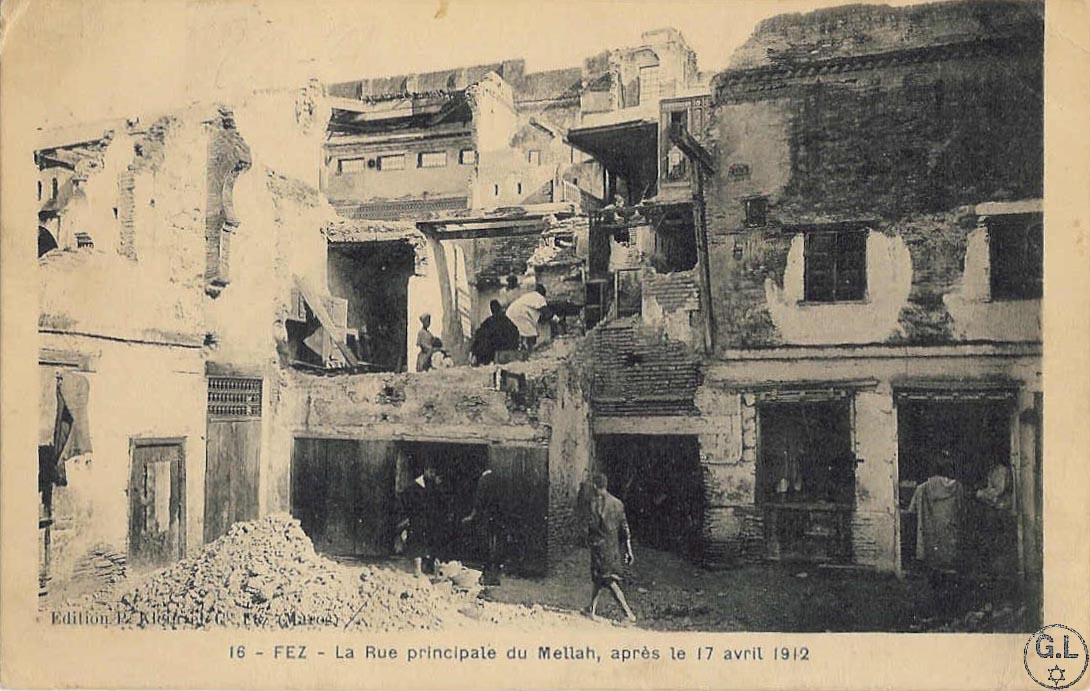
أيام فاس الدامية

في سنة 1939 تكونت شمال أفريقيا الفرنسية من ثلاث مستعمرات: الجزائر والمغرب وتونس. يشكل العرب والأمازيغ المسلمون الجزء الأكبر من السكان في جميع المستعمرات الثلاث التي شاركت فيها أعداد كبيرة من المستوطنين من فرنسا وغيرها من البلدان الأوروبية الجنوبية، وخاصة في الجزائر. وشكّل اليهود أقل نسبة من سكان البلدان الثلاث جميعاً.
كانت الجزائر جزءاً من دولة فرنسا، بينما كانت تونس والمغرب محميتين فرنسيتين. وكانت الجزائر وتونس تحت إدارة حكم الإمبراطورية العثمانية منذ القرن السادس عشر حتى أصبحتا مستعمرتين فرنسيتين خلال القرن التاسع عشر. اجتاحت القوات الفرنسية الجزائر عام 1830 وعلى مدى السنوات الثلاثين التالية أقامت السلطة على الإقليم وحولته إلى مستعمر. عند اندلاع الحرب العالمية الثانية بلغ عدد سكان الجزائر حوالي 7 ملايين وكانت أغلبيتهم التي تزيد عن 6 ملايين من العرب والأمازيغ.
لم تكن المغرب أبداً تحت الحكم العثماني ولكنها ظلت تحت الإيالة الشريفة. وفي عام 1912 أصبح المغرب أغلبه محمية فرنسية بموجب اتفاق فاس. وبقيت الملكية الشريفة مع الوجود العسكري الفرنسي. قام المفوض الفرنسي العام بتولّي الأمن الداخلي وعلى جميع المواطنيين من غير الجنسية المغربية. خلال فترة زمنية معينة أصبح عدد سكان المغرب حوالي 7 مليون. ومنهم تقريباً 6 ملايين من الأمازيغ والعرب المسلمين والباقي من اليهود والأوروبيين.

### إحصاء يهود شمال إفريقيا - 1939

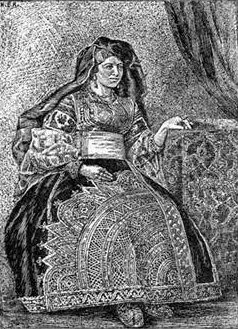
يهود من سكان مدينة فاس سنة 1900

عند اندلاع الحرب العالمية الثانية كان هناك حوالي 400 ألف من اليهود يعيشون في شمال أفريقيا الفرنسية وهم يمثلون ما يقارب 3 ٪ من سكان المنطقة. انتقل معظم يهود شمال أفريقيا من المدن الصغيرة إلى المدن الاستعمارية مثل في المغرب: الدار البيضاء والرباط وفاس وفي الجزائر: العاصمة ووهران وتلمسان وسيدي بلعباس وقسنطينة وفي وتونس: العاصمة وصفاقس وسوسة حيث كانوا يُشكّلون نسبة كبيرة من السكان غير المسلمين.
وفقا لإحصاء قامت به حكومة فيشي عام 1941, كان عدد اليهود الجزائرين يتراوح عدد حول 111 ألف بالإضافة إلى 6,625 من اليهود الأجانب. كان يهود الجزائر مواطنين فرنسيين وفي عام 1870 منحهم مرسوم كريمييوك الجنسية الفرنسية بالجملة. وشاركوا في مؤسسات تعليمية وسياسية واجتماعية في المستعمرة الفرنسية. كان يهود المغرب وتونس تحت سيطرة الاستعمار مثل جيرانهم المسلمين. كان بتونس 68 ألف مواطن يهودي تونسي و 3,200 من اليهود الإيطاليين و 16,500 من اليهود الفرنسيين وكذلك 1,660 من اليهود ذوي الجنسيات الأخرى لا سيما البريطانية. كان في المغرب أكثر نسبة من اليهود فقد بلغ حوالي 200 ألف منهم قرابة 180 ألف من الرعايا المغاربة و 12 ألف من المواطنين الفرنسيين والباقي أجانب. وبهذا يتضح أن أكثر من نصف يهود المغرب العربي كان في المملكة المغربية.

### حماية المغاربة اليهود في الحرب العالمية الثانية
سقطت فرنسا في يد الاحتلال الألماني بعد غزوها سنة 1940، وقد عينت ألمانيا النازية حكومة فيشي الموالية لها لحكم فرنسا وبعض المستعمرات الفرنسية في أفريقيا. قامت حكومة فيشي بسن قوانين مماثلة لقوانين ألمانيا النازية فيما يخص تجميع اليهود وإرسالهم إلى معسكرات الإبادة في كل من ألمانيا وبولونيا. رفض ملك المغرب آنذاك محمد الخامس الموافقة على القوانين النازية لحكومة فيشي، ورفض تسليم الرعايا اليهود لألمانيا، حيث قال: أنا لست ملك المسلمين فقط، وإنما ملك لكل المغاربة.
الجدير بالذكر أن الأقلية اليهودية بالمغرب استنجدت بوضعية الذمي لمواجهة عزم الاستعمار الفرنسي في عهد الحكم النازي لفرنسا على تطبيق القوانين النازية ضد اليهود، ونص للمخابرات العسكرية الفرنسية واضح في إبراز هذا الموقف، يقول بعض اليهود: إن جلالة الملك سيخالف النص القرآني إذا ما صادق على إجراءات متناقضة نصا وروحا لمضمون القرآن، فإن للمسيحيين واليهود في نظرهم، الحق في العيش في أرض إسلامية ولهم أن يقوموا فيها وبجميع المهن التي لا مساس لها بالدين على شرط أداء الضرائب واحترام التشريع الإسلامي.
ورغم ذلك فقد صدر ما عرف بقانون فيشي بعد تخفيفه إثر مفاوضات عسيرة بين السلطان محمد الخامس والجنرال نوغيس المقيم العام الفرنسي في 29 رمضان 1359 هـ 31 أكتوبر/ تشرين الأول 1940، واستطاع السلطان أن يحفظ لليهود أسس الحياة الدينية والمدنية ويقصر استعمال القانون على المجالات السياسية والاقتصادية.
وفي الواقع فإن التقاليد الإسلامية تميزت دوما بحماية اليهود، كما أن ملوك المغرب لم يتخلوا عن هذا أبدًا، وقد دل على هذا التعامل الانتهازي للأقلية اليهودية بالمغرب مع وضعية أهل الذمة.

## الهجرة الجماعية
أدى قيام دولة إسرائيل عام 1948، وانتهاء عهد الحماية الفرنسية والإسبانية في المغرب عام 1956، ووقوع نكسة 1967، أدى إلى هجرة الكثير من يهود المغرب إلى الدولة اليهودية، وبعضهم فضل الهجرة إلى فرنسا، وفئة هاجرت إلى كندا وبنسبة أقل إلى إسبانيا، وهو ما جعل عدد الباقين منهم يتراجع إلى حوالي 20 ألف نسمة بداية ثمانينات القرن العشرين، وهم اليوم أقل من ستة آلاف نسمة (المقيمون بشكل دائم). ومع ذلك فإن يهود المغرب ما زالوا يشكّلون أكبر تجمع يهودي في البلدان العربية.
وحسب مصادر تاريخية فإن هجرة المغاربة اليهود إلى إسرائيل بدأت بدعم من المستعمر الفرنسي على دفعات، ولكن بعد حصول المغرب على استقلاله سنة 1956 منع الملك الراحل محمد الخامس هجرة اليهود، مقابل منحهم كافة حقوقهم السياسية والمدنية والاقتصادية. غير أنه رغم ذلك استمرت الهجرة سرًّا حتى سنة 1961، حين تُوفِّي محمد الخامس وخلفه ابنه الحسن الثاني؛ لتبدأ بعد هذا مرحلة جديدة من هجرة المغاربة اليهود عبر «صفقة» بين الأمريكيين والفرنسيين والإسرائيليين من جهة والمغرب من جهة ثانية.
كانت هناك فترات، الفترة الأولى ما بين 1948 و 1956، في ذلك الوقت كانت فرنسا هي الحاكمة، تعطي جميع التسهيلات، ومن مصلحتها أن تجد حلا لجزء من المجتمع اليهودي المغربي الذي كان يعيش في ظروف صعبة. وفي سنة 1956، جاء استقلال المغرب، وكان موقف محمد الخامس موقفا شريفا، فمن جهة منح حقوقا سياسية لليهود، وأول كلامه صرح فيه بأن اليهود أضحوا مواطنين كاملي المواطنة، حيث كان يؤكد في كل خطاباته الأولى بعد الاستقلال على مواطنة المغاربة اليهود وحقهم كباقي المغاربة ويطمئنهم باستمرار. وفعلا عين وزيرا يهوديا هو بن زاكين في الحكومة الأولى والثانية، ووقف الهجرة، حيث توقفت عملية تسهيل إعطاء الجوازات لليهود المغاربة ولكنها لم تمنع كليا. لكن، وبعد وفاة محمد الخامس، تغيرت الأمور، إذ كان هناك مكتب مخصص لـجوازات سفر اليهود وسقطت مقاومة الوطنيين اليهود لمسألة التهجير، بعد أن أصبح القانون يسهل عملية التهجير بتسهيل إعطاء الجوازات لليهود المغاربة.
وبلغ عدد يهود المغرب حدود 400 ألف في إسرائيل سنة 1973.

## التفكير في العودة إلى المغرب

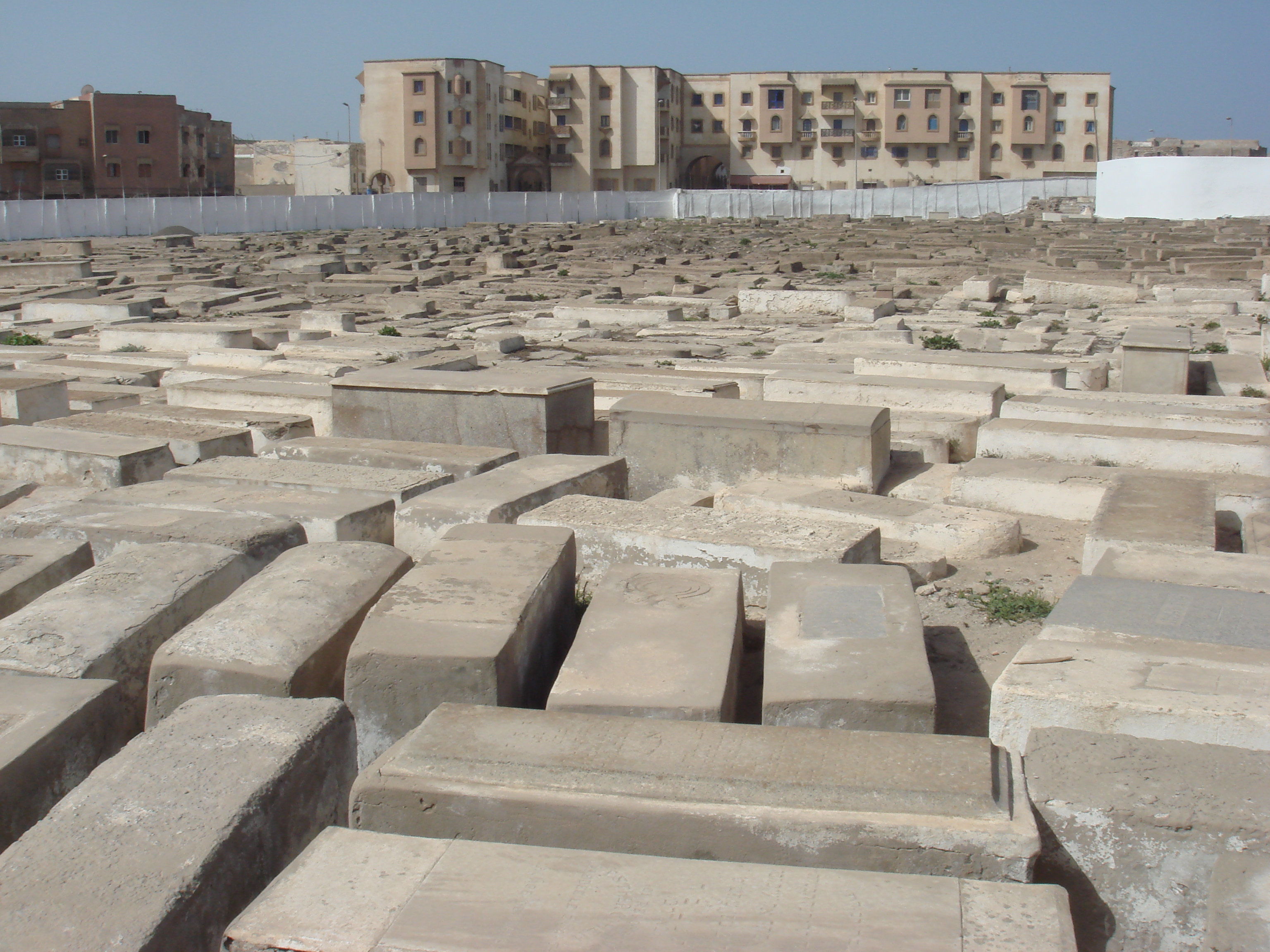
المقبرة اليهودية بالصويرة

مباشرة بعد حرب أكتوبر سنة 1973. تلك الحرب أحدثت رجّة سياسية كبيرة داخل إسرائيل، وبدا وقتها أن العرب كان بإمكانهم حسم النزاع العربي الإسرائيلي، هذه الفكرة قضّت مضجع الإسرائيليين كما لم يحدث قط من قبل طوال سنوات الصراع.
وفي خضم تلك الحالة نشرت تقارير صحافية تشير إلى أن معظم المغاربة اليهود، يعيشون في ظل ظروف اقتصادية صعبة أدت إلى أن كثيرين منهم فكّر في العودة إلى المغرب، خاصة أن القانون المغربي لا يسقط الجنسية عن أي كان. ويبلغ عددهم 900 ألفا وفق إحصائيات 2000.
وبسبب حالة التمزق النفسي هذه وسط المغاربة اليهود، سيطلب قادة منظمة التحرير الفلسطينية في اتصالات متكتمة أن يوجه الملك الحسن الثاني ملك المغرب نداء إلى المغاربة اليهود بالعودة إلى وطنهم، أو على الأقل تنقل عنه رسالة بهذا المعنى.
لم يوجه الملك الحسن الثاني النداء المطلوب آنذاك لأن الأوضاع السياسية بالإضافة إلى المناخ السياسي الداخلي، لم تكن تسمح له بتوجيه نداء العودة. لكنه سيفعل ذلك بعد سنوات للعودة، حيث طلب منهم في مطلع الثمانينات الابتعاد عن تكتل الليكود المتطرف، وكان من بين أشهر زعمائه وزير الخارجية الأسبق ديفيد ليفي وهو يهودي مغربي لا يزال منزله قائما في مدينة الرباط العتيقة.

## المغاربة اليهود حاليا

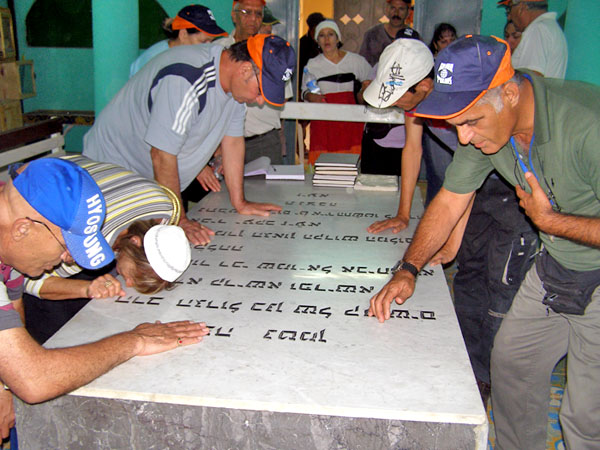
قبر الحاخام شمول بو حصيرة على مشارف الصحراء، المغرب

أصبحت الدار البيضاء في القرن العشرين العاصمة الاقتصادية، تؤوي أكبر عدد من يهود المغرب. فبنوا تجمعاتهم السكنية ومؤسساتهم التربوية والترفيهية، علاوة على هيئاتهم الدينية التي بلغت 33 معبدا يهوديا في العديد من المدن المغربية.
وبعد سلسلة الهجرات الجماعية، تراجعت الجالية اليهودية في الدار البيضاء، والملاحظ اليوم أن الجالية اليهودية المتبقية في المغرب، على قلة عددها، تواجه حقيقة الواقع المتمثل في إقبال شباب المغاربة اليهود على الهجرة، بمجرد إنهاء الدراسة الثانوية. ونقل عن مدير المدرسة الميمونية (الثانوية العبرية) في الدار البيضاء قوله أن شباب هذه الجالية، ما إن ينهوا دراستهم الثانوية حتى يشدوا الرحال إلى إسرائيل أو فرنسا أو كندا. كما نقل عن بعض هؤلاء الشبان قولهم أنه رغم عدم وجود صراع بين العرب واليهود في المغرب، فهم لا يرون لهم مستقبلا في هذه الأرض، خصوصا بعد كل تصعيد عسكري في منطقة الشرق الأوسط، حيث ترتفع موجة العداء تجاه اليهود في الدول الإسلامية بما فيها المغرب.
ويتمتع اليهود في المغرب بعلاقات طيبة سواء مع السلطات الرسمية، أو مع المغاربة المسلمين. بل ويحتل بعض منهم مواقع هامة في دواليب الدولة المغربية. مثل أندري أزولاي الذي يشغل منصب مستشار الملك محمد السادس. ويرى أزولاي أن إصرار عشرات الآلاف من اليهود في فرنسا وإسرائيل وكندا على الاحتفاظ بهويتهم المغربية والاعتزاز بها يشكل قوة كبرى لليهود المغاربة.

شعار منظمة التجمع العالمي لليهود المغاربة.

ويحرص يهود المغرب على التجمع والتكتل في مؤسسات وجمعيات، سواء داخل المغرب أو خارجه. ومن أبرزها مجلس الجاليات الإسرائيلية بالمغرب، الذي يتولى أمانته العامة سيرج بيرديغو، وزير السياحة المغربي الأسبق، الذي يتولى في الوقت ذاته منصب رئيس التجمع العالمي لليهود المغاربة.
ويعد شمعون ليفي، قيادي سابق في صفوف حزب التقدم والاشتراكية (الحزب الشيوعي سابقا)، من اليهود الناشطين. فهو أيضا أستاذ في كلية الآداب بالرباط، ومسؤول الشؤون الثقافية في مجلس الجاليات الإسرائيلية بالمغرب، الذي أنشأ مؤسسة مختصة بالتراث الثقافي لليهود المغاربة تهتم بترميم وصيانة المعابد والمقابر اليهودية، إضافة إلى إحداث متحف يعرف بثقافة المغاربة اليهود. وهي مهمة ينشغل بها في الوقت نفسه مركز الأبحاث حول المغاربة اليهود الذي أسسه روبير أسراف في باريس عام 1994 كما أن المغاربة اليهود الموزعين في جهات العالم الأربع، وخاصة إسرائيل وفرنسا وكندا، يشكلون نسبة هامة من السياح الذين يتوافدون على المغرب. وفي عام 1997 قام 30 ألف يهودي من أصل مغربي بزيارة المغرب.
وينظر رئيس الطائفة اليهودية في مراكش بأسف شديد إلى تراجع عدد السكان اليهود في المدينة. ويقول: ما يؤرقني هو ملاحظة أننا نسير في طريق الانقراض. فالشيوخ الذين لا يزالون هنا، وعددهم 173 شخصا، لم تعد أمامهم إلا سنين قليلة للعيش، وينتهي الوجود اليهودي في مراكش ومعه ثراث تاريخي وثقافي عريق. أبناء الأسر اليهودية المغربية التي فضلت البقاء في المغرب على الهجرة إلى إسرائيل في عام 1948، اضطرتهم ظروف العيش والعمل في المغرب إلى الهجرة إلى فرنسا وكندا وأميركا. وقال: أطفالنا درسوا في المغرب في مدارس البعثة الفرنسية، مثل ثانوية فيكتور هوغو بمراكش، وثانوية ديكارت في الرباط، وثانوية ليوتي في الدار البيضاء. بعد ذلك التحقوا بالمدارس العليا والجامعات الفرنسية والأميركية. لكنهم لم يتمكنوا من العودة إلى المغرب بسبب ضعف فرص العمل هنا. ويقول: في المغرب لدينا تجربة نموذجية في التعايش السلمي بين المسلمين واليهود، وهذه التجربة نريد من الشرقيين أن يستفيدوا منها، فهي تبرهن على إمكانية التعايش في سلام إذا ما توفرت الإرادات والعزائم. ونحن نسعى للحفاظ على هذا التراث المغربي المتميز وصيانته للأجيال القادمة، والتعريف به كصورة بديلة وممكنة لصور العداوة والتطاحن السائدة اليوم في وسائل الإعلام.
تحدث مستشار الملك أندري أزولاي في اختتام ندوة اليهودية المغربية المعاصرة ومغرب الغد والتي نظمت من قبل جمعية 12 قرنا على تأسيس فاس، يوم الخميس 23 أكتوبر 2009 بالدار البيضاء. أزولاي ردد كذلك بلغة مليئة بالتحدي والأمل:
| مغاربة يهود | اليهود لن يختفوا من المغرب | مغاربة يهود |

| مغاربة يهود | لن نختفي. لن ننقرض من المغرب. لنا تاريخ طويل في هذا البلد | مغاربة يهود |

يشكل اليهود في المغرب، حسب تقرير صادر سنة 2010 عن منظمة أمريكية مهتمة بمراقبة الأديان وحقوق الأقليات في العالم تدعى منتدى بيو للديانة والحياة العامة - يشكلون - نسبة 0,2 في المائة، أي حوالي 70 ألف من مجموع المغاربة المحدد عددهم في حوالي 35 مليون نسمة، كما جاء في آخر إحصاء وطني للمندوبية المغربية السامية للتخطيط. لكن الجهات الرسمية في المغرب لم تنفِ أو تؤكد صحة التقارير الأمريكية فيما يخص صحة الأرقام والإحصائيات المتعلقة بعدد اليهود في المغرب. هذا التقرير اعتبره العديد من المراقبيين والباحثين مبالغا فيه، حيث أن 70 ألفا نسمة رقم كبير نوعا ما.
وحدد التقرير المناطق التي يتوزع بها معتنقو اليهودية بكثرة بين ثلاث أكبر مدن مغربية، وهي الدار البيضاء ومراكش والرباط، باعتبارها المدن التي تتوفر على معابد اليهود.
وذكر التقرير أن اليهود يتوفرون على 10 معابد مفتوحة لإقامة الطقوس الدينية بانتظام موزعة أيضا بين المدن الثالثة السالفة الذكر، دون أن تجري الإشارة إلى عدد المساجد الموزعة على المدن المغربية، بعد أن حددت المنظمة نسبة المسلمين في المغرب في 99 بالمائة.
ورأت المنظمة الأمريكية المهتمة بالأديان في العالم أن توفر المغرب على 33 معبدا يدل على حرية ممارسة الشعائر الدينية عكس بلدان عربية أخرى كالجزائر والمملكة العربية السعودية.
وأشار تقرير المنظمة إلى أن الأفراد غير المسلمين يعيشون بين المسلمين المغاربة، كما أنهم يمارسون شعائرهم الدينية المنصوص عليها في دياناتهم وكتبهم بشكل علني وأمام العموم، وليس بطرق سرية خوفا من المسلمين كما هو الحال في بلدان أخرى.

## لغات المغاربة اليهود
من المثير أن الحضور الجغرافي والبشري لليهود، شكّل في بعض المناطق استثناء ملفتا للانتباه حيث أنهم شكّلوا أغلبية مطلقة في بعض المناطق، كما كان عليه الحال مثلا في قرية دبدو، حيث نجد أن من بين 2000 نسمة من اليهود، كان هناك فقط 500 نسمة من المسلمين، وهذا الاستثناء انطبق حتى على مدن مثل الصويرة، ومدينة الجديدة التي كان نصف سكانها تقريبا من اليهود حتى نهاية الاستعمار الفرنسي. وواحات واد درعة والأطلس الكبير.
نشير إلى أن المتكلمين اليهود انقسموا إلى ثلاث مجموعات: هناك مجموعة كانت تتكلم الأمازيغية وهم يهود من أصل أمازيغي أو يهود المغرب الأصليون وكانت تقطن بجبال الأطلس، ومجموعة كانت تتكلم الأسبانية وكانت تقطن بالشمال، وهم اليهود وأحفاد اليهود الذين طردوا من الأندلس. ومجموعة تتكلم اللغة العربية والدارجة المغربية، بينما ظلت اللغة العبرية لغة الدين والصلاة، ولغة الخاصة، وبالتحديد لغة النساء، أو لغة البيت، ذلك أن اليهودي المغربي كان يعيش هذا الازدواج ما بين لغة العمل ولغة المنزل والأسرة.
يشار إلى أن يهود المغرب يتحدثون أكثر من لغة، فقد كان اليهود الأمازيغ يتحدثون بالإضافة إلى العبرية والأمازيغية، اللهجة العربية المغربية بحكم أن بعضهم كانت له تعاملات تجارية مع بعض المغاربة المتحدثين بالعربية. كما أن بعض اليهود المطرودين من إسبانيا والذين استقروا في المغرب حافظوا على لغتهم الأصلية، لغة لادينو المشتقة من الإسبانية والممزوجة ببعض المفردات العبرية، منهى لغة الحاكيتيا.
انتقلت مع مرور الوقت مفردات من اللغة العبرية إلى اللهجة العربية المغربية التي كانت تحتوي أصلا على بعد المفردات من اللغتين، البرتغالية والإسبانية. ومع دخول الفرنسيين واحتلالهم للمغرب، كان المغاربة اليهود أيضا من الأوائل في المغرب الذين تعلموا لغة الحاكم الجديد للمغرب.

## بعض مشاهير اليهود المغاربة
- إسحاق الفاسي، حاخام يهودي مغربي، يعود له الفضل في إحياء دراسة التلمود.
- دوناش بن لبرط، لغوي مغربي، يعتبر أول من أدخل أوزان الشعر العربي إلى العبرية.
- ابن حيوج، مؤسس علم النحو العبري.
- أبو أيوب بن المعلم، وزير في الدولة المرابطية.
- ابراهام بن كمنيال، وزير وأمير في الدولة المرابطية.
- سليمان بن فاروسال، وزير وديبلوماسي في الدولة المرابطية.
- ابن شلوخة اليهودي، خازن بيت المال بسجلماسة في عهد الخلافة الموحدية.
- السموأل بن يحيى، رياضياتي ومهندس وطبيب.
- يعقوب كوهين كاتب ومفكر مغربي
- هارون بن بطاش كبير وزراء السلطان عبد الحق المريني.
- صامويل بلاش - ممثل المغرب لدى هولندا في عهد المولى زيدان.
- يوسف معيمران، مستشار للسلطان المولى إسماعيل بين 1683-1672، وشيخ اليهود بالمغرب.
- أبراهام معيمران، دبلوماسي ومستشار ومدير للأعمال التجارية (1722-1683) عند المولى إسماعيل، لعب أدوارا في علاقات المغرب مع فرنسا والبرتغال وهولندا.
- موشي بن عطار، خازن بيت مال السلطان المولى إسماعيل.
- صماوئيل سومبال، دبلوماسي والكاتب الرئيس في ديوان السلطان سيدي محمد بن عبد الله.
- مايير مقنين، تاجر وديبلوماسي مغربي وسفير السلطان المولى عبد الرحمن لدى العديد من الدول الأوروبية.
- أرييه درعي تزعم حزب الشاس ثلاث مرات، وتقلد منصب وزير الداخلية كذلك ثلاثة مرات.
- عمير بيرتز، وزير دفاع إسرائيلي.
- أندري أزولاي، مستشار الحسن الثاني.
- شلومو بن عمي، وزير الخارجية وسفير إسرائيل في إسبانيا.
- دافيد ليفي، وزير خارجية في إسرائيل وأستاذ في جامعة بن غوريون ومن رموز حزب الليكود.
- موردخاي فعنونو، عالم نووي إسرائيلي.
- إدمون عمران المالح، كاتب ومفكر مغربي.
- أبراهام السرفاتي، سياسي مغربي.
- سيرج بيرديغو، سياسي مغربي.
- شلومو عمار، مواليد الصويرة، الحاخام الأكبر لمدينة نتانيا.
- موريس ليفي، من مؤسسي المنتدى الاقتصادي العالمي ورئيس مجلس إدارة مجموعة بوبليسيس الإعلانية، ثالث أكبر مجموعة إعلامية في العالم.
- دومينيك ستراوس كان، تولى رئاسة صندوق النقد الدولي.
- باروخ بن الصراف: حاصل على نوبل في الطب.
- كلود كوهين تانوجي: حاصل على نوبل للفيزياء، من أسرة مغربية تنحدر من مدينة طنجة.
- سيرج حاروش: حاصل على نوبل للفيزياء، مواليد الدار البيضاء، من أصول مراكشية.
- يوسي بن عيون: لاعب نادي تشلسي.
- إيمانويل الشريكي: ممثلة كندية.
- دافيد غيتا : منتج اغاني ودي جي فرنسي مشهور.

## وصلات خارجية
- يهود المغرب والتعايش اليهودي العربي الجزيرة.نت.
- يهود المغرب نسخة محفوظة 17 أكتوبر 2017 على موقع واي باك مشين. الهولوكوست: نداء الوجدان.
- يهود المغرب خلال الحرب العالمية الثانية موقع ياد فاشيم
- يهود شمال أفريقيا خلال الحرب العالمية الثانية
- (بالعربية، الفرنسية، والهولندية) وثائقي حول الجالية اليهودية المتبقية حاليـا في المغرب
- (بالفرنسية) وثائقي حول الجالية اليهودية المغربية في إقليم كيبيك الكندي
- (بالعربية) شهادة يهودي مغربي حول المغرب وإسرائيل - الجزء الأول على يوتيوب
- (بالعربية) شهادة يهودي مغربي حول المغرب وإسرائيل - الجزء الثاني على يوتيوب
- (بالعربية) شهادة يهودي مغربي حول المغرب وإسرائيل - الجزء الثالت على يوتيوب
- (بالعربية) محطات نضال مضيئة من تاريخ المغاربة اليهود
- (بالعربية) حوار مع السيد حاتمي محمد، أستاذ التاريخ المعاصر ومتخصص في تاريخ الجماعات اليهودية يتحدث عن واقع اليهود بالمغرب